# Energy Future Holdings
Die Energy Future Holdings (EFH) (von 1998 bis 2007: TXU Corporation) ist ein amerikanisches Versorgungsunternehmen mit Sitz in Dallas.

## Aktivitäten
EFH ist aus der bereits 1917 gegründeten Dallas Power & Light entstanden. Es ist derzeit der größte Energieversorger im Bundesstaat Texas.
EFH hat 2,4 Millionen Kunden, verfügt über ein Quasi-Monopol bei den texanischen Stromnetzen und große Kohlevorkommen und ist Eigentümer und Betreiber von Kraftwerken mit einer Gesamtleistung von 18.300 Megawatt, darunter mehrere Kohlekraftwerke und das Atomkraftwerk „Comanche Peak“ im Somervell County südwestlich von Dallas.

## Geschichte
Im  Oktober 2002 wurde die britische Tochter TXU Europe, welche neben dem Vetriebsgeschäft auch drei Kraftwerke umfasste, an die E.ON-Tochter Powergen für 1,37 Mio. Pfund veräußert.
Im Februar 2007 gaben Private-Equity-Investoren Kohlberg Kravis Roberts & Co. (KKR) und Texas Pacific Group gemeinsam mit einem Konsortium weiterer Investoren einen fremdfinanzierten Übernahmeversuch bekannt, der mit umgerechnet rund 34,2 Milliarden Euro (inklusive der mitübernommenen Schulden des Unternehmens in Höhe von über 12 Milliarden Euro) bis dato die größte Übernahme ihrer Art war.
TXU wurde nach den Plänen der Investoren nach der Übernahme in drei separate Einzelunternehmen für die Stromerzeugung (Luminant), den Betrieb des Netzes (Oncor) und das Endkundengeschäft (TXU Energy) aufgespalten. Außerdem haben sie eine Vereinbarung mit den Umweltgruppen Natural Resources Defense Council und Environmental Defense getroffen, nach einer Übernahme auf acht der geplanten Kraftwerks-Neubauten zu verzichten und die CO₂-Emissionen der Kraftwerke bis 2020 auf den Stand von 1990 zurückzufahren.
Nach erfolgter Übernahme wurde TXU in Energy Future Holdings umbenannt und das Unternehmen vom Börsenhandel genommen.
Am 30. April 2014 beantragten die Energy Future Holdings Insolvenz nach Chapter 11. Grund hierfür war insbesondere der sinkende Gaspreis sowie die hohe Verschuldung von 40 Mrd. US-Dollar.
Im September fusionierte Sempra Energy mit der insolventen Energy Future Holdings und übernahm damit auch 80 % der Anteile an Oncor.